# Mina kontaktowa wz. 08

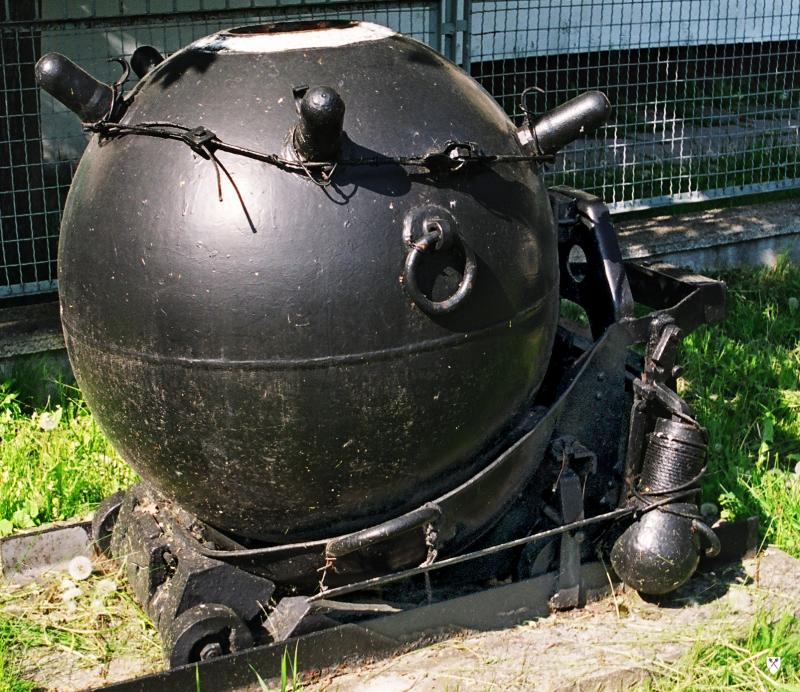
Mina kontaktowa wz. 08/39 (Skansen Broni Morskiej, Hel)

Mina kontaktowa wz. 08 była opracowaną w Rosji morską kotwiczną miną z zapalnikiem galwaniczno-uderzeniowym, używaną w swoich odmianach podczas I i II wojny światowej. Używana i produkowana była w okresie międzywojennym również w Polsce. W latach 30. mina została zmodernizowana w ZSRR, jako mina wz. 08/39. Przeznaczona do niszczenia okrętów nawodnych, jak i podwodnych o średniej i małej wyporności.

## Rozwój i użycie w Rosji i ZSRR
Konstrukcja miny wywodzi się z rosyjskiej miny wz. 1898 (obrazca 1898 g.). W stosunku do używanych poprzednio w Rosji min Hertza, wprowadziła ona kulistą formę korpusu oraz, co istotniejsze, prosty automatyczny mechanizm nastawiania głębokości postawienia, autorstwa kapitana N. Azarowa. Zasada działania mechanizmu pozostała niezmieniona od tej pory i polegała na tym, kotwica miała bęben z rozwijaną minliną, na której końcu była przymocowana mina, mająca dodatnią pływalność. Po wrzuceniu miny do wody, wypływała ona na powierzchnię, a kotwica opadała, rozwijając minlinę. Głębokość postawienia była ustawiana za pomocą linki z ciężarkiem, który najpierw wpadał do wody i dzięki opływowemu kształtowi wyprzedzał kotwicę. Gdy ciężarek dotykał dna, przestawał naciągać linkę, przez co linka przestawała obciążać dźwignię zatrzymującą bęben, która wówczas ryglowała bęben, zapobiegając dalszemu rozwijaniu się minliny. Opadająca dalej kotwica wciągała minę pod wodę na głębokość równą długości linki z ciężarkiem. Mina wz. 1898 miała średnicę korpusu 780 mm i materiał wybuchowy w postaci 56 kg piroksyliny. Miała ona pięć czopów uderzeniowo-galwanicznych, w tym jeden centralnie na samej górze, a pod korpusem miny było zabezpieczenie w postaci tabletki soli lub cukru rozdzielającej styki zapalnika, rozpuszczanej w wodzie. Czopy uderzeniowo-galwaniczne zawierały wewnątrz ogniwa galwaniczne, które po zgnieceniu szklanej ampułki z elektrolitem na skutek uderzenia kadłubem okrętu, stawały się źródłem prądu elektrycznego, pobudzającego zapalnik miny, powodujący wybuch. Czopy podczas transportu osłonięte były przed przypadkowym zgnieceniem masywnymi ochraniaczami żeliwnymi.  Kotwice i miny wz. 1898 przechowywano jednak na okręcie osobno, a do stawiania min potrzebny był żuraw lub specjalny przenośnik łańcuchowy. Mina mogła być stawiana na wodzie o głębokości do 40 m.
W 1905 roku została ona ulepszona, przede wszystkim przez zastosowanie nowej kotwicy konstrukcji zakładów Lessnera, która stanowiła zarazem wózek transportowy miny. Została przyjęta na uzbrojenie w kolejnym roku, zyskując oznaczenie miny wz. 1906, a produkowana była od 1907 roku. Wózek miał dwa kółka, ułatwiające przesuwanie po torach minowych i zrzucanie, a jednocześnie całość zajmowała mniej miejsca, pozwalając na zwiększenie liczby min na okrętach. Niepewne w działaniu zabezpieczenie solne lub cukrowe zastąpiono przez hydrostatyczny mechanizm zabezpieczający montowany w gnieździe w górnej części korpusu, konstrukcji F. Skriabina. Pięć czopów uderzeniowo-galwanicznych zostało rozmieszczonych po obwodzie górnej części miny.
W 1908 roku zostały wprowadzone kolejne ulepszenia pod nowym oznaczeniem wzoru 1908. Materiał wybuchowy w postaci piroksyliny zastąpiono trotylem, o masie 115 kg, a kotwica otrzymała cztery kółka i zaczepy pozwalające na zablokowanie na torze minowym. Mina mogła być stawiana na wodzie o głębokości do 110 m. Konstruktorem był Piotr Kitkin. Mina ta zyskała następnie szerokie rozpowszechnienie. Rosyjskie miny wz. 08 miały początkowo średnicę 848 mm. Podczas I wojny światowej wprowadzono nieznacznie zmodyfikowaną minę wz. 08/15. Od 1939 roku produkowano w ZSRR miny zmodernizowanego wzoru 1908/39. Różniły się one m.in. konstrukcją ciężarka zanurzenia oraz ochraniaczami czopów mocowanymi zatrzaskami zamiast nakręcanych, automatycznie odrzucanymi za pomocą sprężyn w wodzie po rozpuszczeniu się zwalniacza cukrowego, utrzymującego je za pośrednictwem linki.

## Rozwój i użycie w Polsce
W latach 20. polska Marynarka Wojenna zakupiła w Estonii porosyjskie wózki (kotwice) do min wz. 08 i zamówiła w kraju produkcję własnych min tego wzoru, o średnicy 850 mm. Ich dokumentację opracowały w 1924 roku Nadwiślańskie Zakłady Mechaniczne w Toruniu. W latach 1923–24 zamówiono 1100 min, jednakże pierwsze partie wyprodukowanych min były wadliwe (komory na materiał wybuchowy odrywały się wewnątrz korpusu) i wymagały poprawek. W 1928 roku opracowano większy rodzaj miny wz. 08, o średnicy 920 mm i cięższym o 5 kg materiale wybuchowym. Ogółem Marynarka dysponowała w 1934 roku 1100 kompletnymi minami wz. 08, a następnie jeszcze kupiono dalsze 1000 wózków z Estonii.
W latach 1934–35 opracowano w Polsce zmodyfikowaną minę wz. 08M, o średnicy 945 mm, różniącą się głównie zastąpieniem cylindrycznej komory na materiał wybuchowy przez materiał wylewany bezpośrednio na dnie miny i nakryty spawaną przeponą. Masa materiału wybuchowego wzrosła z 110–115 kg do prawdopodobnie 165 kg (według innych publikacji 200 kg), a całej miny z 611 kg do ok. 640 kg. Wyprodukowano prawdopodobnie około 240 takich min – w 1939 roku Marynarka miała w Gdyni 1100 min obu wzorów i 40 min ćwiczebnych, a około 200 min wz. 08 było w składnicy w Modlinie. Polskie miny miały ochraniacze czopów nakręcane, zdejmowane przed postawieniem miny.
Podczas kampanii wrześniowej w 1939 roku postawiono jedynie 60 min wz. 08, przez trałowce typu Jaskółka. 278 min zostało natomiast wyrzuconych przez stawiacz min „Gryf” po jego uszkodzeniu. Niemcy zdobyli na wybrzeżu m.in. 260 niezatopionych min.
Po zakończeniu II wojny światowej Polska kupowała w ZSRR do lat 50. miny wz. 08/39. W latach 1954–56 zakupiono ich 400. Zamierzano także podjąć ich produkcję w Polsce, lecz wykonano tylko partię próbną 10 sztuk w 1950 roku. Oznaczenie wz. 08/39 bywa mylnie przypisywane w literaturze do polskich min przedwojennych wz. 08M.
W połowie lat 80. polskie miny tego typu zmodernizowano przez zastosowanie nowych zapalników, zmieniając oznaczenie miny na OS (okrętowa średnia).

## Inne kraje
Miny wz. 08/39 na licencji radzieckiej produkowano także od lat 50. w Korei Północnej. Używał ich m.in. Iran podczas wojny tankowców przeciw żegludze w 1987 roku.

## Konstrukcja
Mina kontaktowa wz. 08/39 składała się z:
- kadłuba miny o średnicy 975 mm z ładunkiem materiału wybuchowego i amortyzatora
- wózka kotwicznego z mechanizmem ustawiania na żądaną głębokość i minliną
- przyrządu zabezpieczającego umieszczonego w kadłubie miny
- pięciu ołowiowych czopów galwaniczno-uderzeniowych z ochraniaczami żeliwnymi
- przyrządu zapalającego
- zabezpieczającego zwalniacza cukrowego

## Dane taktyczno-techniczne (wz. 08/39)
- Długość miny z kotwicą: 1290 mm
- Szerokość miny z kotwicą: 905 mm
- Wysokość miny z kotwicą: 1040 mm
- Masa całkowita miny w stanie bojowym: 592 kg
- Masa ładunku wybuchowego: 110 kg trotylu
- Długość minliny: 110 m
- Najmniejsza dopuszczalna głębokość: 15 m
- Najmniejszy odstęp między postawionymi minami: 35 m